# نفوسة
نفوسة ⵏⴰⴼⵓⵙⴰ قبيلة أمازيغية من ولد نفوس بن زحيك بن مادغيس الأبتر،  تسكن في ليبيا في منطقة جبل نفوسة  (ويسمى باسمها) وساحل زوارة، وفي تونس في جربة وقرية تمزرت.
استوطنت المنطقة الواقعة شمال تاورغاء وسواحل طرابلس وكانت صبراتة القديمة مركزها. اشتهرت بثورتها ضد حكم الأغالبة 896 م (283هـ)، ثم انسحبت إلى جبل نفوسه، وإلى جنوب كاباو عند ظهور العرب. نفوسة خلعت اسمها على الجبل بغرب ليبيا فسمي بجبل نفوسة، وأغلب سكان الجبل هم من أصول أمازيغية وإن تعربوا كغريان وككله - ويسمون أيضاً بالجبالية - ينحدرون منها. ينتمي معظمهم حالياً إلى الطائفة الأباضية، أما ككله وغريان فقد تحولوا إلى المذهب المالكي.

## التاريخ
أول ذكر لنفوسة في الخطاب التاريخي يعود إلى الإخبار عن فتح مدينة طرابلس من قبل عمرو بن العاص في أواسط القرن السابع الميلادي. حيث استنجد سكان طرابلس بقبيلة نفوسة أثناء حصارها من قبل عمرو بن العاص سنة 22 للهجرة. وهو ما دفع به إلى تجنيد فرقة من الفرسان للغارة على مدينة صبره أو صبراتة للانتقام من النفوسيين. وصفابن خلدون مدينة صبراتة بمدينة نفوسة أو بعاصمتها. وكان مفتاح مدينة زواغة (صبراتة) عند عائلة في فساطو من قبيلة اولاد سلطان كان جدهم حارس باب المدينة وكان هو آخر من انتقل من زواغة إلى الجبل على ما يقال.
و في أيام الأمير أبي زكرياء النفوسي أحد حكام تونس قال له المعز لدين الله الفاطمي : «تعالوا لنصطلح ليبقى لكم الأمر فيما بين تيهرت والجريد والجبل كما كنتم في مدة بني رستم ملوككم ويبقى لنا شطر البحر». وقد حدث هذا بعد أن حاول العبيديون أكثر من مرة إخضاع الجبل ولم يفلحوا في ذلك، وقد شارك النفوسييون في الثورة التي قادها أبو يزيد المخلد بن كيداد اليفرني ضد الفاطميين التي انتهت بالفشل وكانت وراء انتقامات متوالية التي خلفت دمار أهم المراكز العمرانية بالجبل ومنه مدينة شروس.
أن رغبة بنو غانية لاسترجاع المجد المرابطي وإعلانهم الثورة بتحالف مع إحدى بطون القبائل العربية النازحة إلى أفريقيا وهي بنو دباب حول المجال الترابي لنفوسة إلى مسرح للعمليات أتت على الأخضر واليابس ودام أكثر من نصف قرن بداية من 580/1184. وهو ما اضطر معه النفوسيين للاستقرار نهائيا في موقعهم الحالي بالجبل والاكتفاء بالحفاظ على استقلالهم السياسي والمذهبي والرد على كل المحاولات الخارجية التي تستهدف ضمهم إلى منطقة نفوذها. ولعل آخرها ثورة الشيخ غومة بن خليفة في أواسط القرن التاسع عشر ضد الأتراك.